# James Abankwah
James Bright Adusei Abankwah (Waterford, 16 gennaio 2004) è un calciatore irlandese, difensore dell'Udinese in prestito al Watford.

## Caratteristiche tecniche
Di ruolo difensore centrale, dispone di buona tecnica e fisicità.

## Carriera

### Club
Abankwah è cresciuto nel settore giovanile del St Patrick's, con cui ha firmato il primo contratto professionistico il 7 luglio 2021. Ha debuttato in prima squadra il 22 giorni più tardi nell'incontro di Premier Division vinto 1-0 contro il Derry City.
Il 25 gennaio 2022 è stato acquistato a titolo definitivo dall'Udinese, che lo ha lasciato in prestito al club irlandese fino a giugno. Inizialmente assegnato alla formazione Primavera, ha debuttato in prima squadra il 2 aprile 2023 nell'incontro di Serie A perso 3-0 contro il Bologna. Il 1º settembre 2023 è stato ceduto in prestito al Charlton, ma dopo soli sei mesi ha fatto rientro ad Udine a causa dello scarso impiego.
Rimane a Udine sino al 16 gennaio 2025, giorno in cui viene ceduto in prestito al Watford, nella Championship inglese. Dopo aver collezionato 19 presenze con il club lungo il resto della stagione, il 30 giugno 2025 vede il suo prestito rinnovato per un'ulteriore annata.

### Nazionale
Dopo avere giocato con le nazionali giovanili irlandesi Under-16, Under-18, Under-19 e Under-21, il 13 marzo 2025 viene convocato per la prima volta in nazionale maggiore.

## Statistiche

### Presenze e reti nei club
Statistiche aggiornate al 16 gennaio 2025.’
| Stagione            | Squadra             | Campionato          | Campionato | Campionato | Coppe nazionali | Coppe nazionali | Coppe nazionali | Coppe continentali | Coppe continentali | Coppe continentali | Altre coppe | Altre coppe | Altre coppe | Totale | Totale |
| Stagione            | Squadra             | Comp                | Pres       | Reti       | Comp            | Pres            | Reti            | Comp               | Pres               | Reti               | Comp        | Pres        | Reti        | Pres   | Reti   |
| ------------------- | ------------------- | ------------------- | ---------- | ---------- | --------------- | --------------- | --------------- | ------------------ | ------------------ | ------------------ | ----------- | ----------- | ----------- | ------ | ------ |
| 2021                | St Patrick's        | PD                  | 9          | 0          | CI              | 4               | 0               | -                  | -                  | -                  | -           | -           | -           | 13     | 0      |
| 2022                | St Patrick's        | PD                  | 11         | 0          | CI              | 0               | 0               | -                  | -                  | -                  | SI          | 1           | 0           | 12     | 0      |
| Totale St Patrick's | Totale St Patrick's | Totale St Patrick's | 20         | 0          |                 | 4               | 0               |                    | -                  | -                  |             | 1           | 0           | 25     | 0      |
| 2022-2023           | Udinese             | A                   | 2          | 0          | CI              | 0               | 0               | -                  | -                  | -                  | -           | -           | -           | 2      | 0      |
| 2023-gen. 2024      | Charlton            | FL1                 | 2          | 0          | FACup+CdL       | 1+0             | 0               | -                  | -                  | -                  | FLT         | 0           | 0           | 3      | 0      |
| gen.-giu. 2024      | Udinese             | A                   | 0          | 0          | CI              | 0               | 0               | -                  | -                  | -                  | -           | -           | -           | 0      | 0      |
| 2024-gen. 2025      | Udinese             | A                   | 6          | 0          | CI              | 2               | 0               | -                  | -                  | -                  | -           | -           | -           | 8      | 0      |
| Totale Udinese      | Totale Udinese      | Totale Udinese      | 8          | 0          |                 | 2               | 0               |                    | -                  | -                  |             | -           | -           | 10     | 0      |
| Totale carriera     | Totale carriera     | Totale carriera     | 44         | 0          |                 | 7               | 0               |                    | -                  | -                  |             | 1           | 0           | 52     | 0      |

## Palmarès

### Club

#### Competizioni nazionali
- FAI Cup: 1

St Patrick's: 2021